# Барроу-ін-Фернесс
Ба́рроу-ін-Фе́рнесс (англ. Barrow-in-Furness) — місто й морський порт у графстві Камбрія, регіон Північно-Західна Англія, Англія, Велика Британія, що розташоване на відстані приблизно в 357 км на північний захід від Лондона і в 97 км від кордону з Шотландією. Місто Барроу-ін-Фернесс, також відомо просто як Барроу, історично входило до Ланкаширу і у 1867 увійшов до складу міста, яка муніципальне боро. У 1974 в результаті адміністративної реформи злився із сусідніми округами й став центром боро Барроу-ін-Фернесс. Розташований на краєчку півострову Фернесс, поблизу Озерного краю, й оточений з різних сторін бухтою Моркам, естуарієм річки Даддон та Ірландським морем.
На 2011 рік населення міста Барроу-ін-Фернесс становило приблизно 57 000 чоловік, зокрема ще 69 000 мешканців проживало у передмістях Барроу, утворюючи другу за чисельністю урбаністичну територію в графстві Камбрія, після Карлайла. Місцеве населення розмовляє англійською, проте має певні різниці у мові, які утворюють барроунський діалект.